# Charley Mitchell
Charles Watson Mitchell (Birmingham, 24 de novembro de 1861 – Brighton, 3 de abril de 1918) foi um renomado pugilista britânico, que disputou o título mundial dos pesos-pesados três vezes.  

## Biografia
Charley Mitchell foi um excepcional pugilista da era em que ainda se praticava boxe com as mãos nuas, antes da consolidação das regras de Queensberry. Mitchell não tinha porte para ser um peso-pesado, de modo que começou lutando contra adversários do seu tamanho, quando foi simplesmente imbatível.  
No entanto, em 1883, Mitchell resolveu desafiar o campeão dos pesos-pesados John L. Sullivan, um oponente significativamente maior do que ele. Começada a luta, para surpresa geral, Mitchell conseguiu derrubar Sullivan no primeiro assalto. Sullivan, que nunca antes havia sofrido uma queda em toda sua carreira, ficou enraivecido por ter caído e dali por diante impôs um verdadeiro massacre a Mitchell, de modo que a luta teve de ser interrompida no terceiro assalto, com Mitchell completamente indefeso nas cordas.  
No dia seguinte, quando surgiu a ideia de se realizar uma revanche pelas regras de London Prize, apesar do terrível castigo sofrido, Mitchell não se acovardou e concordou. Sullivan não. 
Todavia, apesar de inicialmente descartada pelo campeão, a revanche acabou de fato acontecendo em 1888. Disputada sem o uso de luvas, diferentemente da primeira luta, este embate foi drástico para ambos os lutadores, que após duas horas de luta, se encontravam completamente desfigurados. A luta terminou empatada, no trigésimo nono assalto. 
Posteriormente, Sullivan acabou perdendo seu cinturão para James Corbett e Mitchell então vislumbrou uma nova chance de tentar o título mundial. A luta entre Mitchell e Corbett aconteceu em 1894, terminando com a vitória de Corbett, por nocaute no terceiro.  
Em 2002, Charley Mitchell juntou-se aos seus grandes rivais John L. Sullivan e James Corbett na galeria do International Boxing Hall of Fame. 